# 길남수
길남수(1972년 10월 6일~)는 조선민주주의인민공화국의 역도 선수로 1992년 하계 올림픽에 참가했다.